# 余留芬
余留芬（1969年8月—），贵州盘州人，中华人民共和国政治人物，任贵州省盘州市淤泥乡岩博联村党委书记、岩博村党委书记。
被选为中国共产党第十七、十八、十九、二十次全国代表大会代表、中国人民政治协商会议第十三届全国委员会委员。